# Vol Hughes Airwest 706
Le 6 juin 1971, un Douglas DC-9 assurant le vol Hughes Airwest 706 entre en collision avec un F-4 Phantom II du Corps des Marines des États-Unis au-dessus des Monts San Gabriel en Californie. Les 49 passagers et membres d'équipage du DC-9 trouvent la mort tandis que dans l'avion de chasse, l'officier d'interception radar (RIO) réussi à s'éjecter à temps, mais le pilote meurt dans la collision.
Le vol 706 avait décollé de Los Angeles pour un vol vers Seattle, avec des escales prévues à Salt Lake City dans l'Utah, à Boise et Lewiston dans l'Idaho, et à Pasco et Yakima dans l'État de Washington. Le F-4 Phantom approchait de la Marine Corps Air Station El Toro près d'Irvine, en Californie, à la fin d'un vol en provenance de la Naval Air Station Fallon au Nevada. 
L'accident du vol 706 a incité les forces armées américaines à accepter à la fois de réduire le nombre d'avions militaires opérant selon les règles de vol à vue dans les couloirs aériens civils, et d'exiger que les avions militaires contactent les contrôleurs civils de la circulation aérienne.

## Avions et équipages
Le vol 706 était un vol de passagers régulier de l'aéroport international de Los Angeles, en Californie, à l'aéroport international de Seattle-Tacoma, dans l'État de Washington. L'avion impliqué, un Douglas DC-9-31, avait accumulé plus de 5 500 heures de vol depuis son entrée en service en 1969,. L'avion, âgé de 2 ans, assurait son service sous la livrée et le nom d'Air West. La compagnie aérienne avait été récemment achetée par Howard Hughes et rebaptisée Hughes Airwest (en),,.
L'avion était piloté par le commandant de bord Theodore Nicolay, 50 ans, qui avait accumulé près de 15 500 heures de vol, dont plus de 2 560 heures sur DC-9. Son copilote, Price Bruner, âgé de 49 ans, totalisait plus de 17 100 heures de vol dont 272 heures sur DC-9.

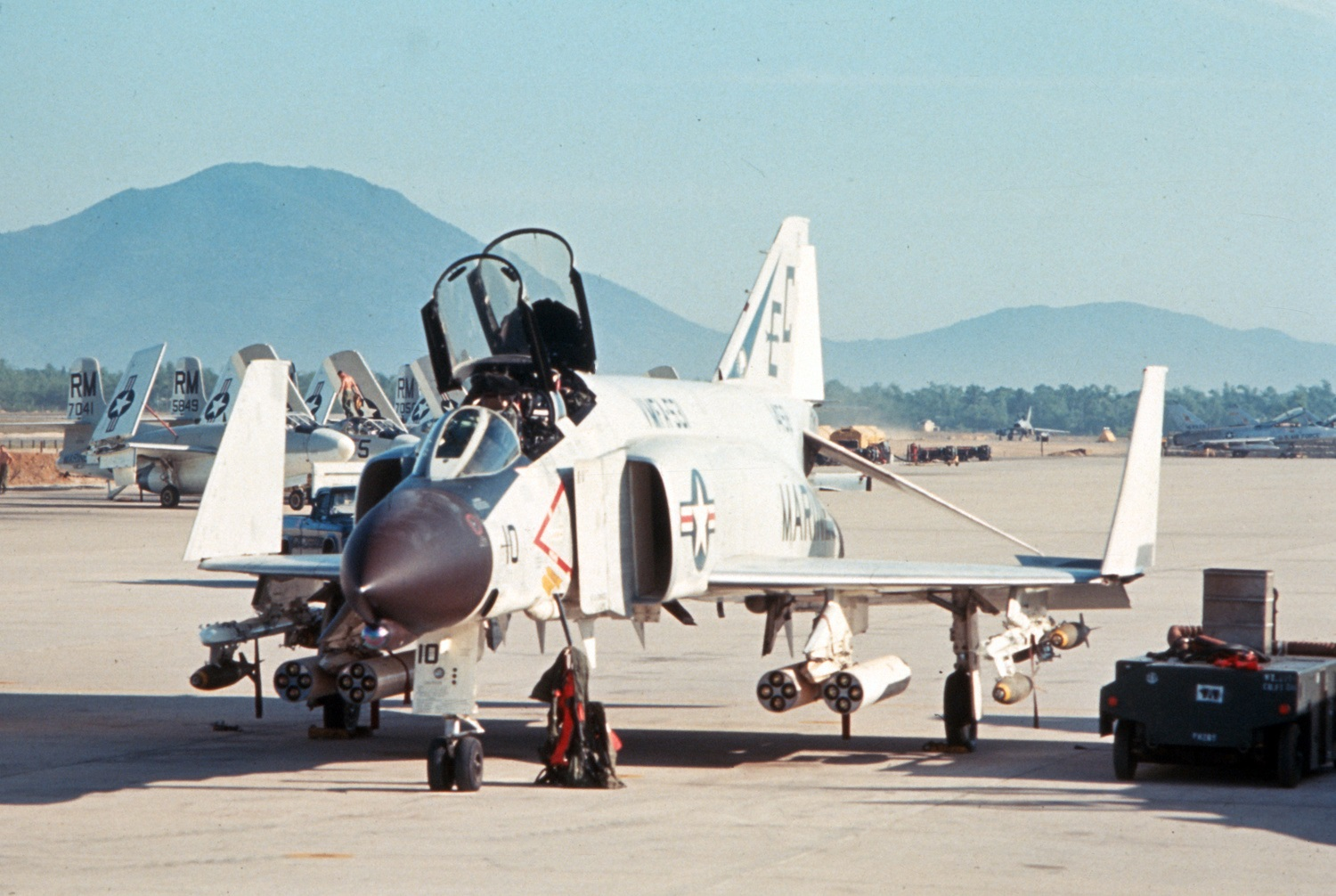
Le F-4B Phantom II du Corps des Marines des États-Unis (151458) impliqué dans la collision, alors qu'il était encore en service dans un escadron précédent.

Le McDonnell Douglas F-4 Phantom II du Corps des Marines des États-Unis, numéro de bureau (BuNo) 151458, codé « 458 », était en service depuis le 15 avril 1964. Au moment de l'accident, il était affecté à l'escadron d'attaque de chasseurs marins 323, bien qu'il ait été exploité par divers escadrons avant cela. L'avion de chasse était piloté par le 1er lieutenant James R. Phillips, âgé de 27 ans, qui cumulait 440 heures sur avion militaire, dont 170 sur le F4-B. Le RIO, officier d'interception radar, était le 1er lieutenant Christopher E. Schiess, âgé de 24 ans, qui comptait 195 heures de vol, dont 89 sur le F4-B. L'avion et son équipage étaient basés à la Marine Corps Air Station El Toro.

## Déroulement des faits

### Vol Hughes Airwest 706
Le vol 706 décolle de Los Angeles à 18 h 02 heure du Pacifique (PDT), à destination de Salt Lake City dans l'Utah, la première des 5 escales intermédiaires, avec Seattle comme destination finale. Le contrôle du vol est transféré au centre de contrôle de la circulation aérienne de Los Angeles à 18 h 06, 4 minutes après le décollage, et l'avion atteint 12 000 pieds (3 660 mètres) à 18 h 09. Au même moment, les pilotes sont chargés de se diriger vers le cap magnétique 040 jusqu'à réception du VOR de Daggett, puis de continuer directement vers sa destination. La confirmation par le vol 706 de cette instruction est la dernière transmission radio reçue de l'avion.
Le vol 706 volait selon les règles de vol aux instruments (IFR). En vertu des procédures IFR, le pilote guide l'avion à l'aide des instruments de bord du poste de pilotage pour la navigation, en plus du guidage radio des contrôleurs aériens et du radar au sol.

### F-4 Phantom II «151458»
L'avion de chasse faisait partie d'un vol en campagne de deux appareils lorsque sa radio est tombée en panne lors de son atterrissage à la Mountain Home Air Force Base dans le sud-ouest de l'Idaho. Conformément aux ordres courants, l'avion devait effectuer des réparations là où il avait atterri, puis retourner à sa base. Des tests de diagnostic à la base de Mountain Home ont révélé que l'appareil avait une radio inopérante, un transpondeur inopérant, une fuite du système d'oxygène et un système radar dégradé. Le personnel de maintenance a pu réparer la radio et confirmer la fuite d'oxygène, mais la base n'avait pas le personnel nécessaire pour réparer le transpondeur ou le radar.
Malgré le transpondeur inopérant, le 1er lieutenant James Phillips a reçu la permission de ses supérieurs de piloter le F-4B. Alors que le chasseur se dirigeait vers la Naval Air Station Fallon au Nevada, la fuite d'oxygène s'est détériorée jusqu'à ce que le système soit complètement désactivé et le pilote a reçu l'instruction de voler à basse altitude. Le Phantom II a quitté la base de Fallon à 17 h 16 en suivant un plan de vol passant par les couloirs aériens de Fresno, Bakersfield et Los Angeles.
L'avion de chasse volait selon les règles de vol à vue (VFR). Les procédures VFR exigent que les pilotes « voient et évitent » les autres aéronefs, une doctrine qui remonte au début de l'aviation. La règle « voir et éviter » exige que les pilotes de tous les aéronefs volant en conditions météorologiques de vol à vue (VMC) maintiennent la vigilance avec les autres aéronefs volant à proximité, en plus des avis de circulation du contrôle de la circulation aérienne.

### Collision
Près de la station d'information de vol de Bakersfield, l'équipage du F-4 Phantom décide de dévier vers l'est de son plan de vol pour éviter un trafic aérien intense dans la région de Los Angeles. Le 1er lieutenant James Phillips est contraint de monter à 15 500 pieds (4 720 mètres) à partir de 1 000 pieds (300 mètres) en raison de la détérioration des conditions météorologiques. Pendant ce temps, peu de temps après son décollage, le vol 706 reçoit deux avis de trafic radar, dont aucun n'indique la présence de l'avion de chasse.

Peu de temps après avoir atteint 15 500 pieds, le dispositif de mesure de distance (DME) du chasseur indique que la Marine Corps Air Station El Toro, situé près d'Irvine, en Californie, est à 80 kilomètres. Le pilote du chasseur a ensuite effectué un roulis d'aileron (en), une manœuvre de vol qui a fait rouler l'avion à 360° afin de permettre au pilote d'observer tout trafic aérien au-dessus ou en dessous de l'avion. Le 1er lieutenant Christopher Schiess, l'officier d'interception radar (RIO), exploitait le radar embarqué du chasseur, qui n'a pu détecter aucun aéronef en raison de son état détérioré,. Il s'était penché en avant et regardait ses instruments vers le bas. Entre trois et dix secondes avant la collision, il a levé les yeux, a soudainement observé le DC-9 dans sa vision périphérique et a crié un avertissement au pilote. Ce dernier a tenté un roulis d'évitement mais n'a pas été en mesure d'éviter l'avion de ligne venant de la droite. 

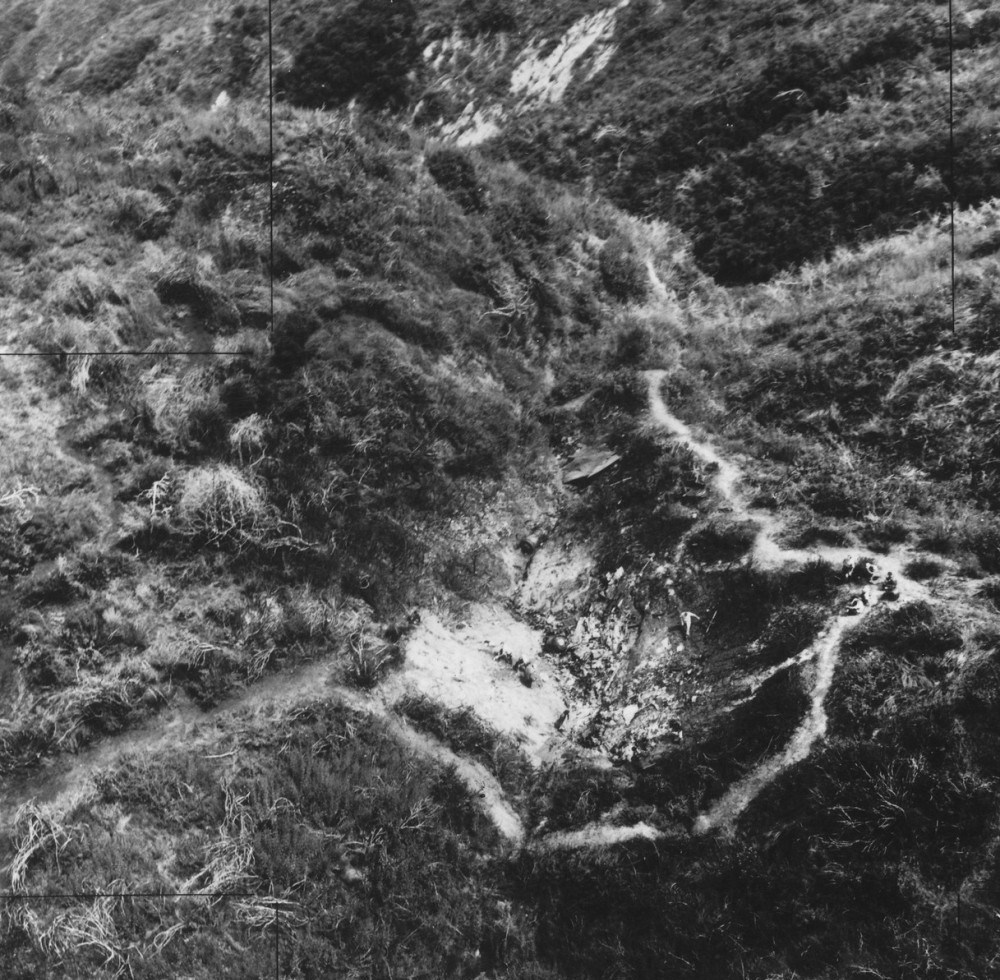
Site de l'accident du F-4 Phantom du Corps des Marines des États-Unis.

Vers 18 h 11, le Douglas DC-9 et le F-4 Phantom sont entrés en collision à environ 15 150 pieds (4 620 mètres) d'altitude, au-dessus des monts San Gabriel aux environs de la ville de Duarte en Californie,. La collision a arraché la queue du F-4 et le cockpit du DC-9 et l'avion de ligne a immédiatement plongé vers le sol. Des témoins à proximité ont décrit avoir entendu un bruit fort et vu deux objets enflammés tomber du ciel. Une deuxième explosion a secoué la région lorsque le DC-9 a frappé la montagne. Le lieutenant Christopher Schiess, l'officier d'interception radar, s'est éjecté du chasseur et s'est parachuté en lieu sûr tandis que le lieutenant James Phillips, le pilote, n'a pas pu s'éjecter à temps et a été tué. Le F-4B s'est écrasé sur le mont Bliss, à environ 1,6 kilomètre de l'épave de l'avion de ligne. Les débris brûlants de la collision ont déclenché de nombreux petits incendies de broussailles dans la région. Les débris étaient dispersés sur plus d'1,5 kilomètre de terrain presque inaccessible dans la forêt nationale d'Angeles.

## Enquête

### Premières constatations

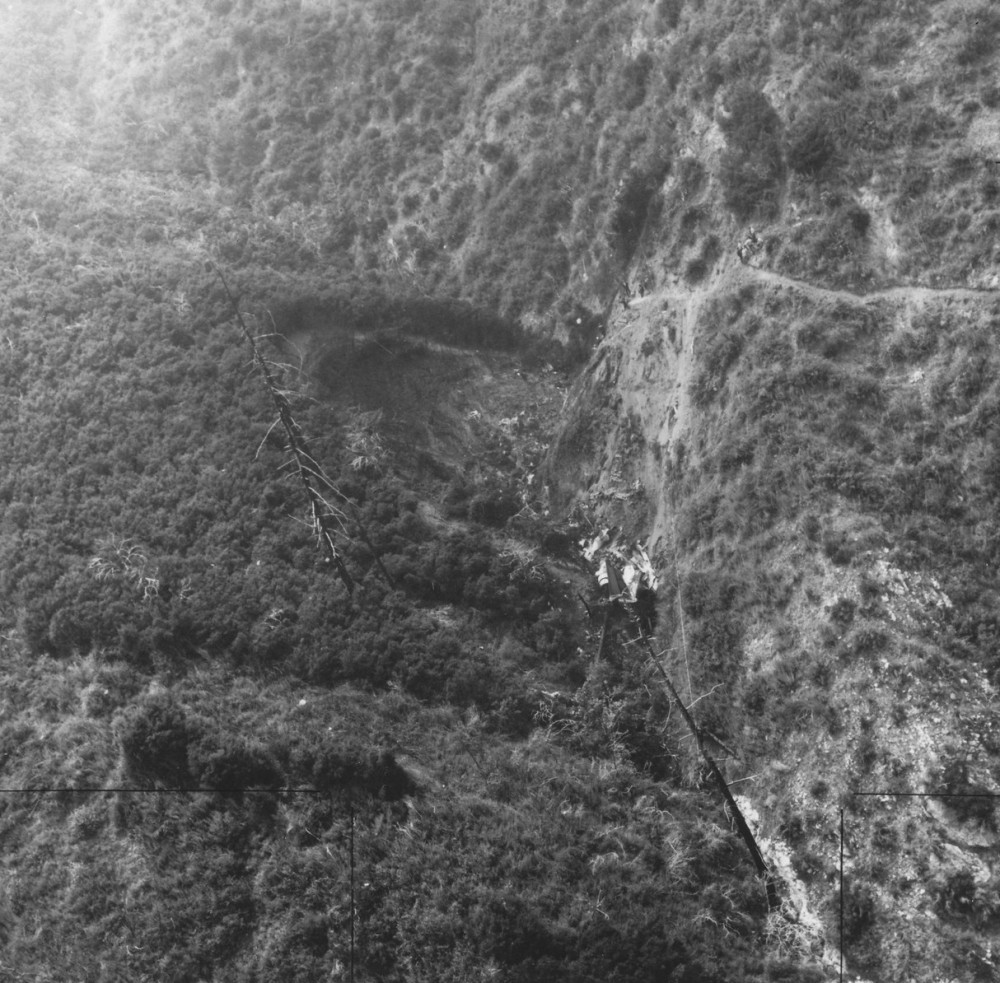
Site de l'accident du Douglas DC-9 de Hughes Airwest.

L'avion de ligne accidenté s'est écrasé sur le mont Bliss dans les monts San Gabriel à une altitude d'environ 3 000 pieds (910 mètres), où la majeure partie de l'épave a atterri dans une gorge. Les responsables des pompiers ont envoyé des hélicoptères de recherche et de sauvetage sur le site de l'accident, mais les efforts ont été entravés par un épais brouillard,. Neuf corps ont été initialement découverts sur le lieu de l'accident, un certain nombre d'entre eux intacts et toujours attachés à leurs sièges. Des informations ont indiqué que ces corps avaient apparemment été projetés à l’impact et s’étaient immobilisés le long de la partie arrière de l’avion.
Certains témoins oculaires ont rapporté que l'aile droite du F-4B a heurté le centre du fuselage de l'avion de ligne immédiatement après avoir effectué un tonneau,. D'autres témoins ont affirmé que le F-4B avait creusé un grand trou dans le fuselage du DC-9, à travers lequel des papiers et des bagages tombaient tandis que l'avion de ligne plongeait vers le sol. Bien que des documents avec les mots « Air West » et la date du 6 juin aient été récupérés par les députés du shérif, aucun bagage n'a été récupéré.

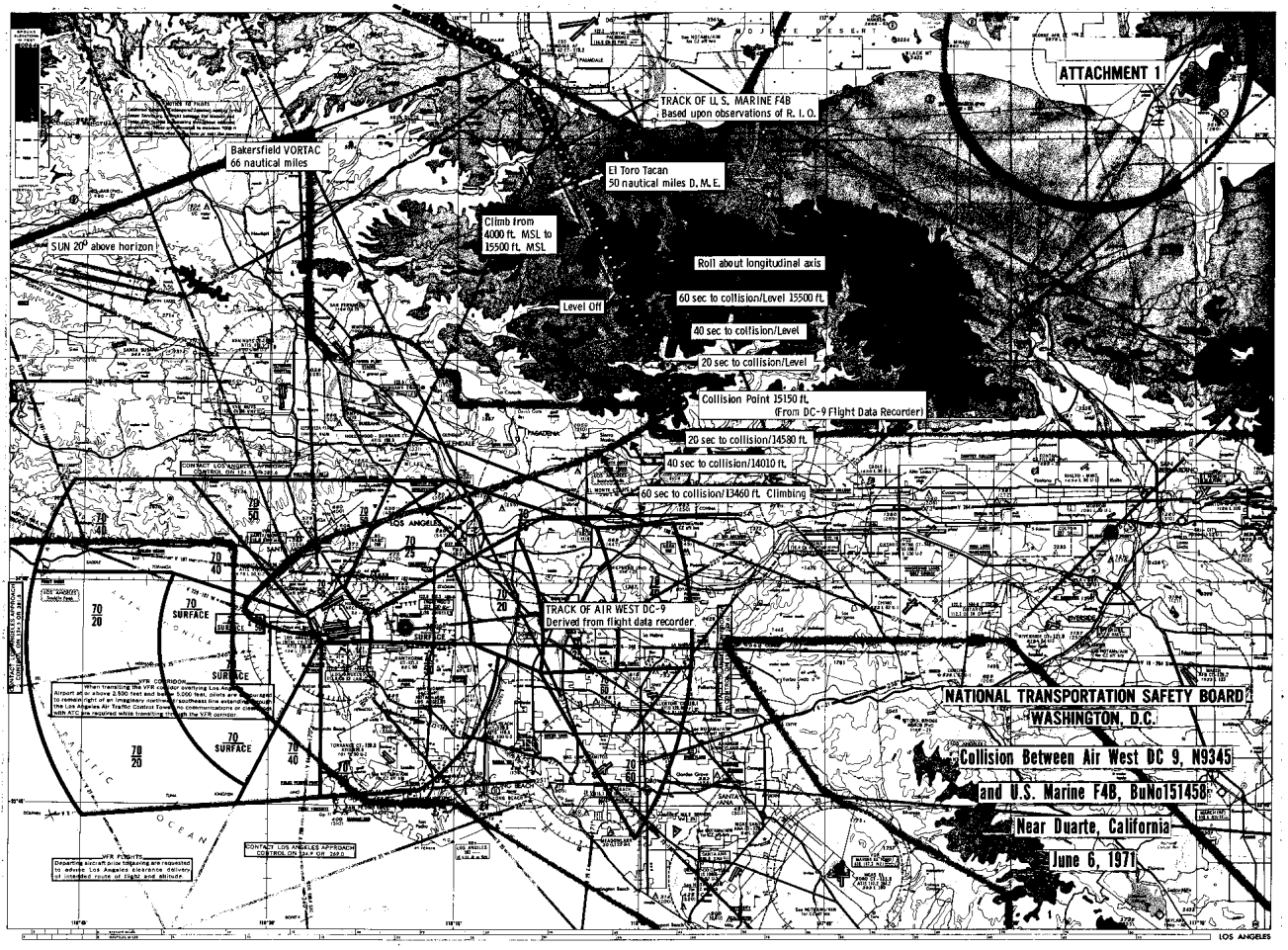
Carte de la zone de la collision du vol Hughes Airwest 706 et du F-4B Phantom II le 1971-06-06 près de Duarte, en Californie. Image obtenue du rapport d'accident officiel du NTSB.

Le conseil national de la sécurité des transports américain (NTSB) a enquêté sur l'accident, avec l'aide du Corps des Marines des États-Unis, de la Federal Aviation Administration (FAA), de la compagnie aérienne Hughes Airwest et de la Airline Pilots Association (ALPA). Les premières déclarations publiées par le NTSB ont révélé que le chasseur F-4B avait tenté de s'éloigner du DC-9 immédiatement avant l'impact, et qu'une séparation supplémentaire de 10 pieds (3 mètres) aurait évité toute la collision. De plus, le NTSB a confirmé que le chasseur avait heurté le DC-9 à deux endroits, avec son aile droite impactant la cabine avant de l'avion et le stabilisateur vertical « tranchant » le cockpit.
Le DC-9 transportait un enregistreur de données de vol (FDR) rudimentaire qui enregistrait des informations de base sur la vitesse, l'accélération, le cap et l'altitude de l'avion sur des bandes métalliques,. De plus, l'avion était équipé d'un enregistreur phonique (CVR) qui enregistrait les bruits ambiants ainsi que toutes les conversations qui avaient lieu dans le poste de pilotage de l'avion. L'enregistreur de données de vol a été récupéré par les enquêteurs le 10 juin 1971, 4 jours après l'accident, et envoyé à Washington D.C. pour analyse. Bien que l'enregistreur phonique ait également été récupéré, les mesures de protection thermique n'ont pas résisté et les bandes d'enregistrement ont été détruites par le feu.

### Survivabilité
Le NTSB a déterminé qu'il avait été impossible pour un passager à bord du DC-9 de Hughes Airwest de survivre à la collision, à la désintégration et à l'impact avec le sol. Bien qu'un grave incendie au sol ait ravagé les deux sites de l'accident, le NTSB a déterminé que toutes les victimes étaient mortes dans l'accident lui-même.
Il a toutefois été déterminé que les deux membres d'équipage à bord du F-4B auraient pu survivre à la collision. Une enquête plus approfondie menée par le NTSB a révélé un défaut de conception dans le siège éjectable et dans l'ensemble de la verrière de l'avion de chasse, qui empêchait parfois le pilote de s'éjecter si l'officier d'interception radar s'éjectait en premier. Étant donné que la conception spécifique des sièges éjectables installés dans le F-4B n'était pas destinée à être tirée à travers la verrière de l'avion, un disjoncteur empêchait le siège de s'éjecter si la verrière était en place. Une fois la verrière déverrouillée manuellement, le circuit du siège éjectable était terminé et pouvait être déclenché. Cependant, cette conception particulière du siège éjectable avait tendance à ne pas être en mesure de terminer le circuit du siège éjectable du pilote si le siège éjectable arrière était tiré en premier. Les avions F-4B étaient en train d'être modifiés avec une verrière nouvellement conçue lorsque la collision s'est produite. Les avions basés à la Marine Corps Air Station El Toro devaient commencer à recevoir les améliorations en juillet 1971. Ainsi, au moment de la collision, le chasseur « 151458 » fonctionnait toujours avec la configuration d'origine de la verrière, et le pilote n'a donc pas pu s'éjecter de l'avion.

### Cause probable et recommandations
Le NTSB a publié son rapport final d'accident le 30 août 1972. Le rapport concluait :« Le NTSB détermine que la cause probable de cet accident a été l'incapacité des deux équipages à se voir et à s'éviter, mais reconnaît qu'ils n'avaient qu'une capacité marginale pour détecter, évaluer et éviter la collision. D'autres facteurs de causalité incluent un taux de rapprochement des deux avions très élevé, le mélange du trafic IFR et VFR dans une zone où la limitation du système de contrôle de la circulation aérienne empêche une séparation efficace de ce trafic, et l'échec de l'équipage du chasseur à demander un service de conseil radar, en particulier compte tenu du fait qu'ils avaient un transpondeur inutilisable. »

Animation de la collision entre le DC-9 et le F-4.

Au cours de l'enquête sur l'accident, le NTSB a tenté de recréer les conditions de l'accident pour déterminer la visibilité du chasseur le 6 juin. Ils ont également calculé que leur taux de rapprochement des deux avions était d'environ 1 000 pieds par seconde (300 mètres par seconde), similaire à la vitesse initiale d'un canon de calibre.45. Le NTSB, la FAA et le Corps des Marines des États-Unis ont piloté une série de chasseurs F-4B le long des trajectoires de vol décrites par le lieutenant Christopher Schiess, l'officier d'interception radar et divers témoins. D'autre part, la technologie du radar du contrôle aérien ne permettait pas de visualiser le F-4 et bien que les tests aient été suffisants pour déterminer la difficulté de localiser et d'identifier le chasseur sur la portée du radar, les nombreuses autres variables impliquées dans l'accident du 6 juin, y compris la détérioration de l'état du chasseur, ont compromis la validité de l'étude. Cette incapacité à déterminer les actions et les circonstances exactes des contrôleurs aériens a conduit le NTSB à recommander que la FAA installe une surveillance vidéo et audio dans toutes les zones de contrôle de la circulation aérienne, mais cette dernière a jugé la recommandation comme « inacceptable ».
Le rapport du NTSB comprenait un total de cinq recommandations pour la FAA. Ces recommandations comprenaient : l'installation d'enregistreurs pour les écrans radar, l'installation d'enregistreurs de conversations audio dans les installations de contrôle de la circulation aérienne, établir des couloirs de montée et de descente sous contrôle à proximité des aéroports, et établir des procédures plus définitives pour recevoir et traiter le code du transpondeur d'urgence 7700. En outre, le NTSB a fortement recommandé que la FAA et le département de la Défense coopèrent pour développer un programme, dans les zones où il existe un large mélange de trafic civil et militaire, afin de s'assurer que des représentations graphiques appropriées de l'utilisation de l'espace aérien et des modèles de flux typiques sont bien en évidence à tous les aéroports et bases opérationnelles au profit de tous les utilisateurs de l'espace aérien.
En plus de ces recommandations, le NTSB a également recommandé que le département de la Défense restreigne le fonctionnement des avions à grande vitesse et à basse altitude dans les couloirs aériens civils, envisage des technologies anticollision sur les avions militaires et informe les pilotes militaires du service de conseil radar de la FAA.

## Conséquences
Au total, 10 recommandations de sécurité ont été émises par le NTSB à la suite de l'accident et de la publication du rapport final.
Les membres du Congrès Sherman P. Lloyd et Henry S. Reuss ont tous deux décrié les actions de l'avion de chasse, que les médias à l'époque indiquaient comme « faisant des acrobaties » avant la collision,. En réalité, la manœuvre de roulis des ailerons à 360° exécutée par le pilote de chasse visait à observer tout trafic aérien au-dessus ou au-dessous de l'avion, n'a duré qu'environ 3 secondes, et a été effectué, selon le témoignage du lieutenant Christopher Schiess, 1 minute et 20 secondes avant la collision. Sherman Lloyd a déclaré que les avions militaires devraient être tenus d'établir des contacts avec les contrôleurs de la circulation aérienne lors de l'entrée dans les couloirs aériens à fort trafic et autour des aéroports, tandis que Henry Reuss a préconisé l'interdiction complète des avions militaires de tout couloir aérien civil à fort trafic. Le sénateur Frank Moss a parrainé un projet de loi en décembre 1971 qui aurait exigé l'installation d'un équipement anti-collision sur tous les avions d'ici 1975. En 1981, la Federal Aviation Administration (FAA) a annoncé sa décision de mettre en œuvre un concept d'évitement des collisions d'aéronef appelé le système d'alerte de trafic et d'évitement des collisions (TCAS).
Les règles de vol à vue (VFR) et la doctrine « voir et éviter » ont fait l'objet de vives critiques dans la presse. Oscar M. Laurel, membre de l'équipe du conseil national de la sécurité des transports (NTSB) enquêtant sur l'accident, a été largement cité, affirmant que « le moment est peut-être venu de revoir les vols VFR à proximité des zones métropolitaines »,,. La validité de la doctrine « voir et éviter » en tant que moyen sûr de navigation aérienne était un sujet de controverses entre le NTSB et la FAA. Le NTSB avait pointé du doigt le non-respect de la doctrine lors de plusieurs collisions antérieures, notamment la collision en 1969 du vol Allegheny Airlines 853 avec un Piper PA-28 privé et la collision en 1967 du vol Piedmont Airlines 22 avec un Cessna 310 privé. La FAA a réfuté ces conclusions et a insisté sur le fait que, quel que soit le mode de fonctionnement, le pilote d'un aéronef a le devoir de connaître tout aéronef à proximité immédiate,.
En mars 1971, le NTSB a publié un rapport résumant les résultats d'une étude sur les collisions aériennes. Le rapport indiquait que 204 des 396 décès dans des accidents d'avions de ligne américains depuis 1967 s'étaient produits lors de collisions en vol. De plus, des situations de quasi-accident impliquant des avions de ligne se produisaient en moyenne au moins une fois par jour, les régions de Los Angeles et de New York étant particulièrement à risque. Enfin, le rapport notait que la tendance à l'époque du nombre de victimes aériennes indique que 528 personnes supplémentaires mourront dans des collisions en vol au cours des dix années suivantes. Ces chiffres n'incluaient pas les victimes du vol 706.
Une étude de la FAA en 1968 avait révélé qu'un quart des 2 230 rencontres avec des quasi-accidents signalés cette année-là impliquaient un avion militaire. À la suite de la collision en vol du DC-9 de Hughes Airwest, la FAA et l'armée américaine sont convenues de réduire les vols VFR et d'opérer à la place en règle de vol aux instruments (IFR). Cette transition obligerait les aéronefs militaires à déposer systématiquement des plans de vol et à obéir aux contrôleurs civils de la circulation aérienne.
Le 21 juin 1971, 15 jours après la collision, la Airline Pilots Association (ALPA) et la Professional Air Traffic Controllers Organization (PATCO) ont publié une déclaration conjointe, demandant à la FAA une série de règlements de sécurité incluant une limite de vitesse à 250 nœuds (463 km/h) pour les avions fonctionnant en VFR. D'autres demandes comprenaient l'installation de transpondeurs dans tous les avions pour amplifier la présence des avions sur les écrans radar et la réévaluation du VFR en raison de la complexité, de la congestion et de la vitesse accrues des voyages aériens modernes.
Le quotidien The New York Times a rapporté que l'incidence des décès dans les accidents d'aviation commerciale aux États-Unis avait fortement augmenté en 1971, avec 203 décès, contre 146 décès en 1970 et 158 décès en 1969. De plus, ces décès étaient survenus à un moment où les compagnies aériennes réduisaient les vols en raison de la récession économique, et les compagnies aériennes avaient volé environ 6 % d'heures de moins en 1971 qu'en 1970. L'une de ces collisions, le vol All Nippon Airways 58 au Japon, qui impliquait également un avion militaire, est devenue la catastrophe aérienne la plus meurtrière du monde au moment où elle s'est produite avec 162 décès,. De plus, 1971 a vu l'accident du vol Alaska Airlines 1866, à l'époque le pire accident impliquant un seul avion de l'histoire de l'aviation civile américaine,.
Plus tard cette année-là, Hughes Airwest a changé la peinture de ses avions et a adopté une nouvelle livrée toute jaune,,,.

### Litige
Une semaine après l'accident, les familles de divers passagers à bord du vol 706 ont commencé à intenter des poursuites et des documents judiciaires contre Hughes Airwest et, plus tard, contre le gouvernement des États-Unis. Le premier dossier a été déposé par la famille de Keith A. Gabel, qui a déposé une requête pour perpétuer un témoignage dans le district central de Californie le 16 juin 1971. Cette requête demande que le tribunal rende une ordonnance pour que la déposition d'une personne soit prise, et cela peut être fait avant le dépôt d'une poursuite en vertu des règles fédérales de procédure civile.
Les poursuites contre le gouvernement des États-Unis ont été retardées de six mois par la Federal Tort Claims Act. En janvier 1972, la famille Gabel a intenté une action contre les États-Unis contenant des allégations de recours collectif et a demandé un « jugement déclaratoire sur la question de la responsabilité »,. Le panel judiciaire sur les litiges a décidé de déplacer toutes les actions judiciaires connexes dans le district central de Californie. Ainsi, onze actions ont été transférées en juillet 1972. La cour de district des États-Unis a ordonné que le transfert des 72 actions déposées devant d'autres tribunaux de district soit transféré à la juridiction du district central le 19 mars 1973.
Le 30 août 1972, tous les cas ont été regroupés en un seul cas pour déterminer la responsabilité. Le 5 avril 1973, Hughes Airwest et le gouvernement américain sont convenus de ne pas contester la question de la responsabilité et la plupart des plaignants ont réglé les actions en décembre 1973 avec le paiement de divers montants négociés.
Fondée en 1968 sous le nom de « Air West », la compagnie aérienne Hughes Airwest (en) a cessé toutes ses activités le 1er octobre 1980, après son rachat par la compagnie aérienne Republic Airlines, qui sera elle-même racheté par Northwest Airlines en 1986. Finalement, Northwest Airlines fusionne avec Delta Air Lines en octobre 2008 et cesse ses activités le 31 janvier 2010.

## Médias
L'accident a fait l'objet d'un épisode dans la série télé Air Crash nommé « Sécurité aérienne défaillante » (saison 13 - épisode 2).